# Santo André (São Paulo)
Pour les articles homonymes, voir Santo André.
Santo André est une municipalité brésilienne de la région du Grand ABC, située dans la zone sud-est du Grand São Paulo, qui fait partie de la région métropolitaine de São Paulo, conformément à la loi de l'État n° 1 139 du 16 juin 2011 et, par conséquent. , avec le Plan de Développement Urbain Intégré de la Région Métropolitaine de São Paulo (PDUI).
Santo André est la quinzième ville brésilienne la plus développée et la huitième ville la plus développée de l'État de São Paulo, selon l'ONU. C'est également la cinquième meilleure ville du pays pour élever des enfants.
La population de cette banlieue de São Paulo est de 618 000 habitants.
La ville fait partie de la Région Métropolitaine de São Paulo.

## Maires
| Période                                  | Période    | Identité                  | Étiquette | Qualité |
| ---------------------------------------- | ---------- | ------------------------- | --------- | ------- |
| 21/05/1964                               | 31/01/1969 | Fioravante Zampol         |           |         |
| 01/02/1969                               | 30/01/1973 | Newton da Costa Brandão   |           |         |
| 31/01/1973                               | 31/01/1977 | Antonio Pezzolo           |           |         |
| 01/02/1977                               | 31/01/1983 | Lincoln dos Santos Grillo |           |         |
| 01/02/1983                               | 31/12/1988 | Newton da Costa Brandão   |           |         |
| 01/01/1989                               | 31/12/1991 | Celso Augusto Daniel      | PT        |         |
| 01/01/1993                               | 31/12/1996 | Newton da Costa Brandão   | PTB       |         |
| 01/01/1997                               | 31/12/2000 | Celso Augusto Daniel      | PT        |         |
| 01/01/2001                               | 20/01/2002 | Celso Augusto Daniel      | PT        |         |
| 20/01/2002                               | 31/12/2004 | João Avamileno            | PT        |         |
| 01/01/2005                               | 31/12/2008 | João Avamileno            | PT        |         |
| 01/01/2019                               | 31/12/2012 | Aidan Ravin               | PTB       |         |
| 01/01/2013                               | 31/12/2016 | Carlos Alberto Grana      | PT        |         |
| 01/01/2017                               | En cours   | Paulo Serra               | PSDB      |         |
| Les données manquantes sont à compléter. |            |                           |           |         |

## Sport
La ville a un club local de football, l'Esporte Clube Santo André et a un stade, le stade Bruno-José-Daniel

## Jumelages
- Takasaki (Japon)
- Sesto San Giovanni (Italie)
- São Nicolau (Cap-Vert)
- Nueva San Salvador (Salvador)
- Braga (Portugal)
- Vouzela (Portugal)

## Personnalités liées à la ville
- Lucélia Santos
- Edson Cordeiro
- Renato Dias Santos
- Diego Hypólito
- Daniele Hypólito
- Angélica Ksyvickis
- Milena Toscano
- Cacau
- André Domingos, athlete brésilien
- André Vazzios (1975-), un coloriste, dessinateur de bande dessinée et architecte
- Gustavo Mantuan (2001-), footballeur brésilien né à Santo André